# Повелитель кукол 7: Ретро
«Повелитель кукол 7: Ретро» (англ. Retro Puppet Master) — американский фильм ужасов 1999 года режиссёра Дэвида ДеКото, седьмая часть киносериала Повелитель кукол.

## Сюжет
1944 год. Старый Андре Тулон вместе со своими куклами пытается скрыться от нацистов и направляется к границе Швейцарии. Ночью он вспоминает прошлое и рассказывает своим единственным друзьям-куклам о далёких временах, когда он сделал своих первых марионеток и обрёл секрет вечной жизни. Случилось это в Египте, где он встретил жреца, который дожил до сегодняшних дней со времён великих фараонов Древнего Египта. Здесь же Тулон встречает свою будущую жену Эльзу.

## В ролях
- Грег Сестеро — Андре Тулон в молодости
- Бриджитта Дау — Эльза
- Стивен Блекхарт — первый слуга
- Джек Доннер — Афзель
- Гай Рольф — Андре Тулон в старости
- Роберт Радовеню — второй слуга
- Виталий Бантас — третий слуга
- Санду Теодор
- Джордж Калин — Валентин
- Джулиано Доман — Виго
- Влад Дуля — Дюваль
- Дан Финтеску — Беггар
- Сербан Челя — отец
- Эльвира Дятку — Маргаретт